# Мегавилль
«Мегавилль» (англ. Megaville) — кинофильм Питера Ленера 1990 года выпуска.

## Сюжет
В мире будущего все медиа-развлечения запрещены законом. Только в единственном месте это позволяется — Мегавилле. Полиции удаётся поймать жестокого убийцу, Дженсона. Для расследования всех его преступлений в Мегавилль посылается агент Палинов. Но он обнаруживает глубокую коррупцию в правительстве Мегавилля.

## В ролях
- Билли Зейн — агент Рэймонд Палинов / Дженсен
- Джей Си Куинн — мистер Ньюмэн
- Кристен Клоук — Кристина
- Грейс Забриски — мать Палинова
- Рэймонд О’Коннор — мистер Тейлор
- Дэниэл Дж. Травани — Дюпрель
- Стефан Гираш — доктор Вожел
- Джон Лэнц — мистер Хеллер